# Université Hankuk des études étrangères
L'université Hankuk des études étrangères (en coréen : 한국외국어대학교, en anglais : Hankuk University of Foreign Studies, ou HUFS par abréviation) est une université privée sud-coréenne. Elle compte deux campus à Séoul et Yongin, Gyeonggi-do. Fondée à Séoul en avril 1954. Quarante-cinq langues y sont enseignées.

## Facultés et départements

### Campus de Séoul
- Faculté d'anglais : Départements de linguistique anglaise, de littérature anglaise et américaine, d'interprétation et traduction
- Faculté de japonais et de chinois
- Faculté des langues occidentales : Départements de français, d'allemand, de russe, d'espagnol, d'italien, de portugais (brésilien), de néerlandais, des langues scandinaves
- Faculté des langues orientales : Départements de malais-indonésien, d'arabe, de thaï, de vietnamien, d'hindi, de turc-azéri, de persan, de mongol
- Faculté des sciences sociales : Départements de science politique et diplomatie, d'administration publique, de journalisme et de la communication de masse
- Faculté de commerce et d'économie : Départements d'économie internationale et de droit, et département d'économie
- Faculté de l'administration d'entreprise globale
- Faculté de didactique : Départements de didactique de l'anglais, du français, de l'allemand, du coréen et du chinois
- Division des études internationales

### Campus de Yongin
- Faculté d'interprétation et traduction 
  - Départements d'interprétation et traduction en anglais, en allemand, en espagnol, en italien, en chinois, en japonais, en arabe, en malais-indonésien, en thaï
- Faculté d'étude sur l'Europe de l'Ouest
  - Départements de russe,de polonais, de roumain, de tchèque-slovaque, de hongrois, de serbe-croate, d'ukrainien
- Faculté des langues et littératures
  - Départements de français, de portugais (brésilien), de grec-bulgare, d'hindi, des langues d'Asie centrale, des langues africaines
- Faculté des sciences humaines
- Faculté d'économie et de commerce
- Faculté des sciences exactes et naturelles
- Faculté de l'information et de l'ingénieur industrielle

## Partenariats

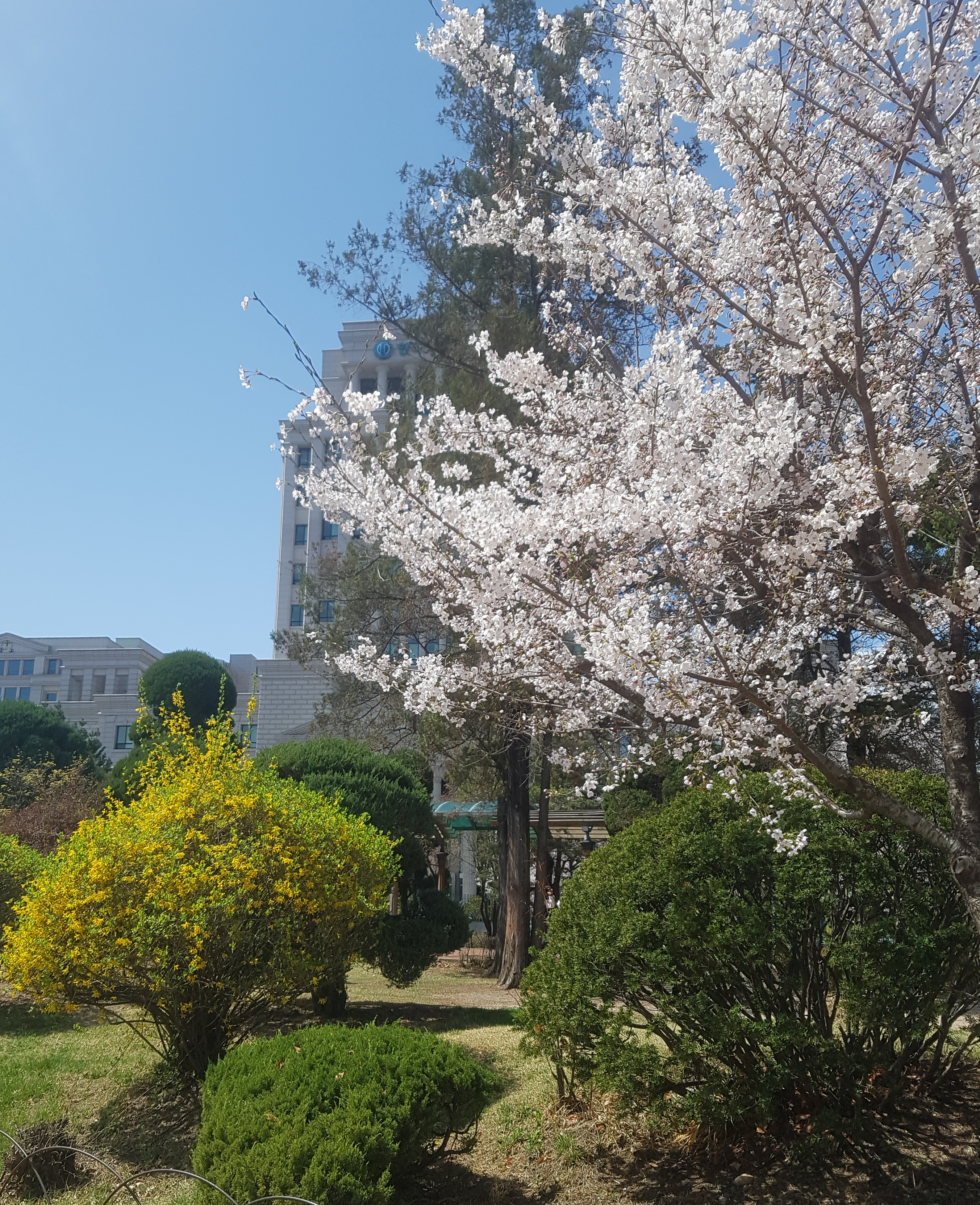
Campus en fleurs, mars 2018.

### FLEX (Foreign Language Examination)
Le FLEX (Foreign Language Examination) est un test de compétence en langues étrangères développé et mis en œuvre par l'Université Hankuk des études étrangères en 1999 et reconnu par plusieurs organismes: 
Ce test a reçu une accréditation nationale du Ministère de l'Éducation pour : Le chinois et le japonais (depuis avril 2007), le français, l’allemand et l’espagnol (depuis janvier 2009), l’anglais (depuis septembre 2009), le russe (depuis novembre 2010).
Il s'agit d'un test de langues mené conjointement avec la Chambre de commerce et d'industrie de Corée (KCCI). Elle organise quatre sessions par an en anglais, chinois, japonais, allemand, français, russe et espagnol. A cela s’ajoutent des tests occasionnels organisés des institutions privés. 
Les examens réguliers comprennent sept langues principales ainsi que : turc, hindi, vietnamien, bulgare, serbe, portugais brésilien, suédois, polonais, roumain, tchèque, hongrois, thaï, afrikaans, swahili, italien, malais et indonésien, arabe, néerlandais, farsi, kazakh et grec.
Ce certificat  de compétence est actuellement reconnu par le Ministère de l'Administration Publique et de la Sécurité, le Ministère de l'Education, des Affaires étrangères, la Police Nationale coréenne, le Service National des Renseignements, la KOTRA. Il est par ailleurs utilisé comme éléments d'évaluation pour le recrutement du personnel, d’organismes gouvernementaux et parapublics, pour les examens administratifs, les cabinets d’avocats et de certification de brevets. Il participe au recrutement, à la promotion et à la sélection des expatriés des principales sociétés nationales telles que Samsung Group, Korean Air, STX, POSCO, Hanjin Shipping, Hyundai Marine & Fire insurance. Il est enfin reconnu pour des examens d'entrée , des validations de crédit, des certificat d'acquis, etc. dans les établissements d'enseignement supérieurs.

### Stages

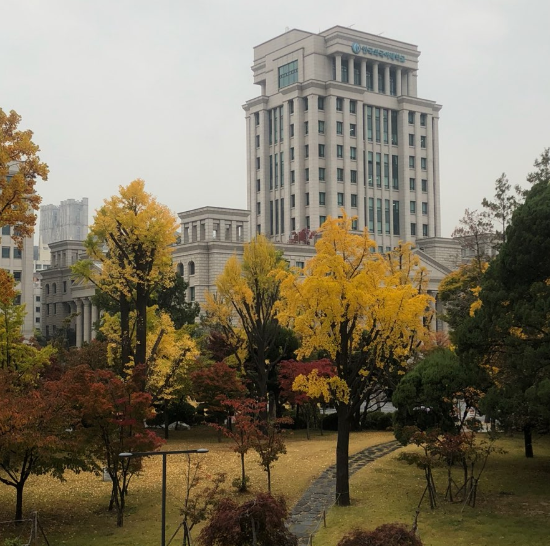
Hufs, automne 2018.

(Organisation coréenne pour la promotion du commerce et des investissements)
Le stage de la KOTRA sélectionne les étudiants dotés d'excellentes capacités linguistiques pour les placer en tant que stagiaires dans les agences de la KOTRA à l'étranger afin d’assister les représentants locaux, leur permettant ainsi d’acquérir une expérience professionnelle sur place. Les stagiaires peuvent ainsi valider jusqu’à douze crédits semestriels.
Stages au ministère des Affaires étrangères et du Commerce extérieur
Depuis janvier 2007, un stage dans les ambassades coréennes à l’étranger est proposé aux jeunes futurs diplomates, s’est lancé conformément à l'accord conclu entre l’Université Hankuk des Études Etrangères et  le Ministère coréen des Affaires étrangères et du Commerce extérieur. Les étudiants sélectionnés peuvent acquérir une expérience diplomatique aux ambassades coréennes à l’étranger et par là même, valider jusqu’à douze crédits semestriels.
Stage au Korea Economic Daily
Chaque semestre, un partenariat avec le Korea Economic Daily propose un stage comme journaliste stagiaire à une quinzaine d’étudiants de premier cycle qui seront sélectionnés pour rédiger des articles dans ce journal économique coréen actuel et ainsi obtenir jusqu'à 12 crédits.

## Activités académiques

### HIMUN (Hufs International Model United Nations)
Depuis son lancement en 1958, HIMUN est le premier événement académique majeur organisé par l'université des langues étrangères. Il s’agit d’une simulation de l'Assemblée générale des Nations unies. Fondée sur la devise de l'époque : «Liberté, égalité et fraternité pour la paix mondiale et la sécurité de l'Humanité». 
Cette simulation se tient tous les ans et joue un rôle académique important dans la formation de jeunes gens amenés à prendre une part active dans la mondialisation. 
La première édition, en 1959, avait pour ordre du jour la réduction de l’armement au sein des Nations unies.
Les étudiants participants jouent le rôle de représentants(ambassadeur(drice)) de chaque pays et discutent sur les questions internationaux à l’ordre du jour. Chaque étudiant représente la position de son pays en tant que délégué(e) et les participants cherchent des solutions valables qui permettraient à l’Organisation internationale de résoudre les sujets complexes par la négociation et la diplomatie. HIMUN est très appréciée dans la mesure où les jeunes de milieux divers peuvent avoir accès aux processus décisionnels de manière directe et prendre part à des activités éducatives qui leur permettent d'expérimenter les pratiques diplomatiques aux Nations unies.
En 2007, elle a organisé en coopération avec la KOICA (Korea International Cooperation Agency), agence du ministère des Affaires étrangères et du Commerce extérieur, a un colloque intitulé « Nouveau partenariat pour le développement des pays émergents » dans la grande salle de conférence du COEX, dont le discours de félicitations, prononcé par le secrétaire général des Nations unies, Ban Ki-moon a attiré l’attention.